# Headlines and Deadlines
Headlines And Deadlines je pátým albem norské skupiny A-ha. Obsahuje výběr jejich největších hitů z předchozích alb. Pár skladeb bylo remixováno a jedinou novinkou je speciálně pro toto album nahraná skladba Move To Memphis, která se ale objevila i na následujícím albu Memorial Beach. V roce 1999 vyšla i stejnojmenná videokazeta a DVD. Tato videokazeta a DVD však nejsou úplně stejné jako album. Trochu se liší pořadím skladeb a oproti albu chybí skladba Early Morning. Naopak skladby (respektive videoklipy) Theres Never A Forever Thing a Sycamore Leaves jsou na videokazetě a DVD navíc.

## Řazení skladeb
1. Take On Me 3:48
2. Cry Wolf 4:08
3. Touchy! 4:37
4. You Are The One (remix) 3:47
5. Manhattan Skyline 4:50
6. The Blood That Moves The Body 4:06
7. Early Morning 2:59
8. Hunting High And Low (remix) 3:47
9. Move To Memphis 4:17
10. I've Been Losing You 4:26
11. The Living Daylights 4:16
12. Crying In The Rain 4:24
13. I Call Your Name 4:53
14. Stay On These Roads 4:46
15. Train Of Thought (remix) 4:16
16. The Sun Always Shines On TV 5:05

## Obsazení

### Členové skupiny
- Morten Harket (zpěv)
- Paul Waaktaar-Savoy (kytara)
- Magne Furuholmen (klávesy)